# Johann XI. Kämmerer von Worms

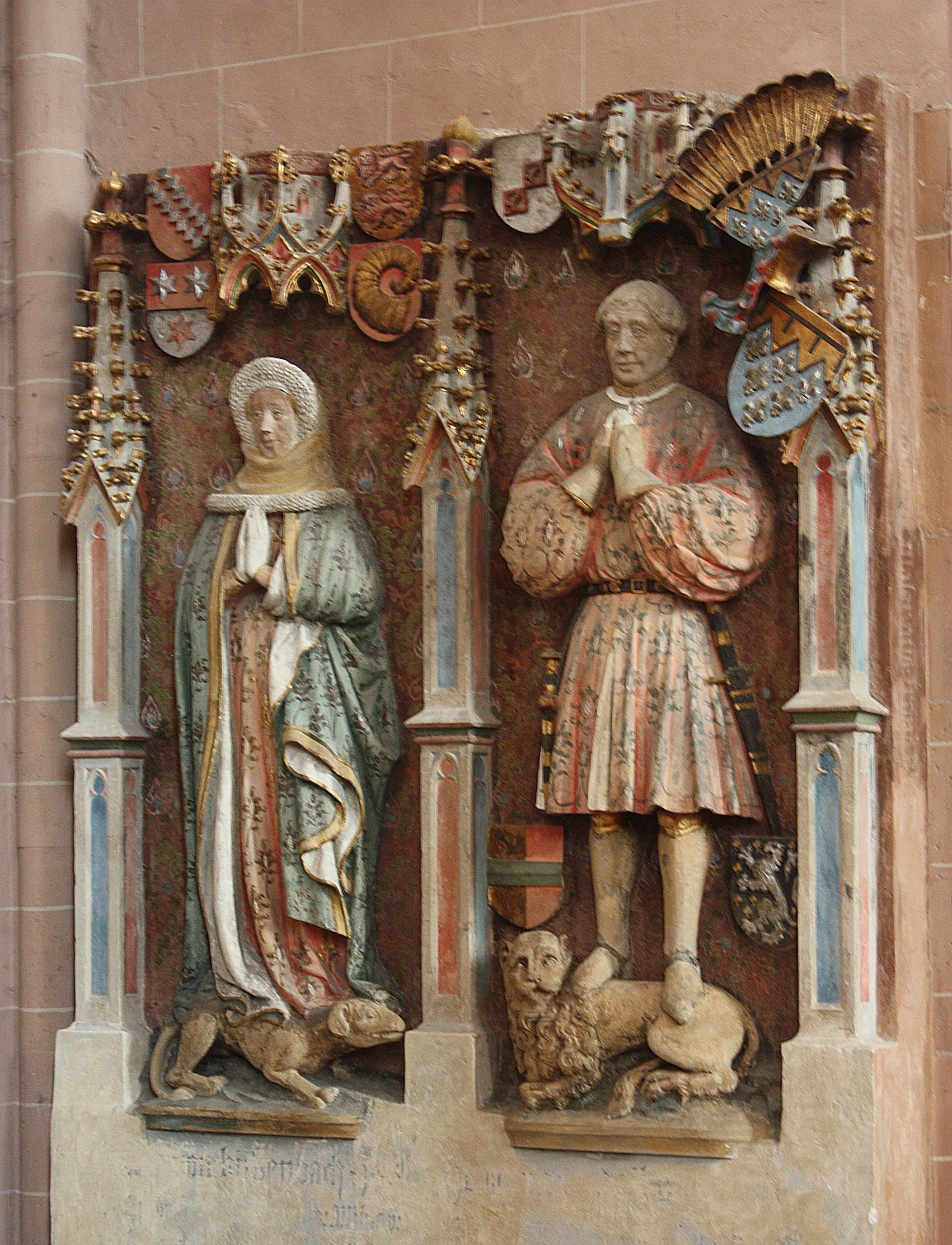
Epitaph mit den Porträtfiguren von Johann Kämmerer von Worms und seiner zweiten Frau, Anna von Bickenbach, in der Katharinenkirche Oppenheim

Johann XI. Kämmerer von Worms, genannt von Hohenstein, (* um 1345; † 9. Oktober 1415) war ein deutscher Adeliger im Dienste der Kurpfalz.

## Herkunft und Familie
Johann XI. Kämmerer von Worms und Dalberg war ein Sohn von Winand I. (* um 1302, genannt ab 1332; † 2. März 1365) und seiner Frau Demudis von Bechtoldsheim († 29. Mai 1348, bestattet in der Katharinenkirche in Oppenheim), einer Tochter von Peter und Demudis von Löwenstein.
Johann XI. war zwei Mal verheiratet: In erster Ehe mit Elisabeth von Winnenberg († 1397), Tochter des Oppenheimer Reichsschultheißen Philipp von Winnenberg. Nach deren Tod schloss er am 26. März 1398 eine zweite Ehe mit Anna von Bickenbach († 22. Mai 1415). Aus der ersten Ehe stammen:

1. Johann XIV. († 18. Oktober 1383, bestattet in Oppenheim)

2. Greta († 24. Juli 1383)
Aus der zweiten Ehe gingen hervor:

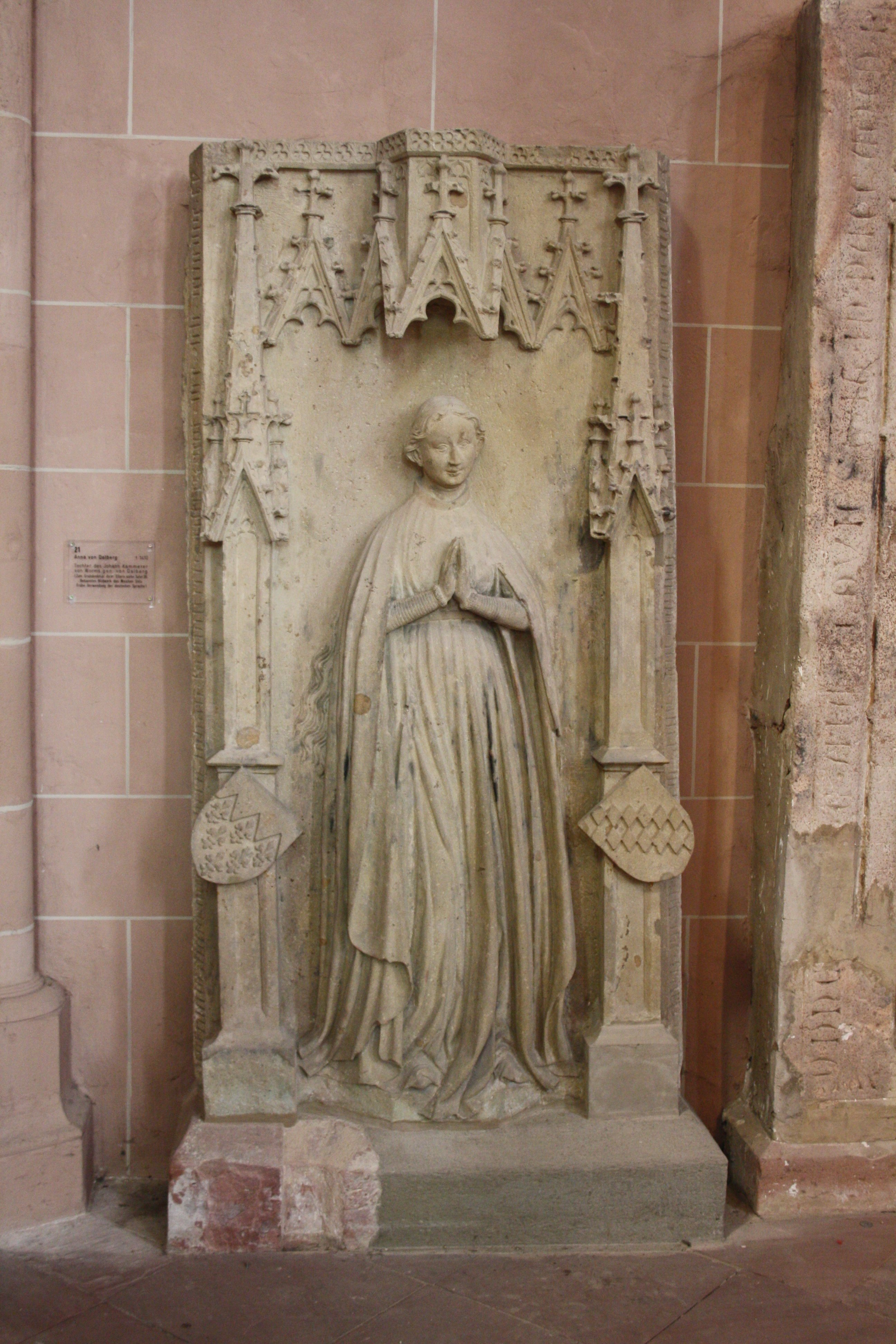
Epitaph der Tochter Anna († 1410), Katharinenkirche Oppenheim

3. Anna († 30. Oktober 1410, bestattet in Oppenheim)

4. Johann XVII., der Ältere (erwähnt ab 1390 oder 1415; † 2. Juli 1431 in der Schlacht von Bulgnéville) war Burggraf der Starkenburg. 1424 heiratete er Anna, Tochter von Hans und Guitgin (Guta) von Helmstatt († 10. April 1466, bestattet in Oppenheim).

5. Ida († 1411, bestattet in Oppenheim)

6. Demudis heiratete am 4. Juli 1414 Nikolaus VI. von Hunolstein († Januar oder Februar 1455). Sie starb nach dem 3. April 1455. Beigesetzt sind beide in Remagen.
Johann XI. verwendete als erstes Mitglied der Familie der Kämmerer von Worms den Beinamen „von Dalberg“. Von ihm stammt so der bekannteste und längst überlebende Familienzweig der Kämmerer von Worms ab.
Siehe auch
- Stammliste der Familie von Dalberg

Johann Kämmerer von Worms starb am 9. Oktober 1415, nur wenige Monate nach seiner Frau Anna. Beide wurden in der Katharinenkirche Oppenheim beigesetzt und erhielten dort ein sehr aufwändiges Doppelepitaph mit Vollfiguren.

## Wirken

### Politik
Johann XI. war 1366 Edelknappe und erscheint 1374 als Ritter. Vielleicht schon unter dem Pfälzer Kurfürsten Ruprecht I. († 1390), spätestens aber 1395 unter dessen Nachfolger, Ruprecht II. († 1398), war er Hofmeister am Pfälzer Hof. Mit der Stelle des Hofmeisters war auch die Funktion als oberster Richter in der Kurpfalz verbunden. Johann XI. war an der Absetzung König Wenzels 1400 beteiligt, ebenso wie an der Wahl von dessen Nachfolger, Ruprecht I. († 1410), der als Ruprecht III. pfälzischer Kurfürst war. Johann XI. war so über mehrere Herrschergenerationen einer der führenden Beamten am pfälzischen Hof. 1402 lieh er dem König 3.000 Gulden für den geplanten Italienzug, der aber dann nicht stattfand.
Als König Ruprechts Sohn, Kurprinz Ludwig, die englische Prinzessin Blanca heiratete, wurden 1402 Johann XI., der Rat Rudolf von Zeiskam und der Speyerer Domdekan Nikolaus Burgmann gemeinsam zur Entgegennahme der Mitgift den englischen Hof entsandt. Auch nach Frankreich wurde er seitens des Kurfürsten in diplomatischer Mission geschickt.
Als Kurfürst Ruprecht I. 1376 Oppenheim erwarb, ernannte er Johann XI. 1377 zum dortigen Schultheiß. 1401 avancierte er außerdem zum Oppenheimer Burgamtmann.

### Familie
Zusammen mit seinem Bruder, Peter II. und seinem Neffen, Peter III., erwarb Johann XI. die Rechte des Klosters Fulda in den Dörfern Abenheim, Dittelsheim und Mölsheim. Während Abenheim dauerhaft bis zum Ende des Alten Reichs Dahlbergischer Besitz blieb, wurden die Rechte in den anderen beiden Dörfern später wieder verkauft: Mölsheim gelangte an Pfalz-Zweibrücken, Dittelsheim wurde 1606 an Friedrich IV. von der Pfalz verkauft.